# 葉鳳英
葉鳳英}，是一位資深編劇，出生於基隆市，具有華語創作背景，出道作品為《她租了一個女人》。

## 編劇作品

### 台劇
- 1997年 華視《她租了一個女人》
- 1998年 民視《星座女人系列》《魚缸裡的愛情》
- 1998年 民視《星座女人系列》《寂寞十七歲》（提名三十四屆金鐘獎）
- 1998年 華視《天使夜未眠》
- 1998年 《我們一家都是寶》
- 1999年 華視《天使是男人》
- 1999年 中視 《終生大事》
- 1999年 慈濟大愛《黎明》
- 1999年 慈濟大愛 《牽手》
- 2000年 超視《秋天的童話》
- 2000年 中視《花蝴蝶與野玫瑰》
- 2000年 華視《雙面情人》
- 2001年 三立都會台《MVP情人》
- 2002年 中視《時來運轉》
- 2002年 三立台灣台《台灣霹靂火》
- 2003年《美麗俏佳人》
- 2005年 民視《八兩金》
- 2005年 三立台灣台《金色摩天輪》
- 2006年 三立台灣台《天下第一味》
- 2008年 三立台灣台《真情滿天下》
- 2009年 三立台灣台《天下父母心》
- 2010年 三立台灣台《家和萬事興》
- 2012年 三立都會台《愛上巧克力》
- 2012年 台視《我租了一個情人》
- 2013年 衛視中文台《幸福街第3號出口》
- 2016年 三立都會台 《1989一念間》第10集－最終回 編劇統籌
- 2016年 三立台灣台 《白鷺鷥的願望》
- 2018年 民視 《大時代》 编剧统筹
- 2022年 台視 《美麗人生》 編劇統籌
- 2023年 中視 《開創者》 編劇統籌
- 2023年 民視 《愛的榮耀》 编剧统筹

### 大陸劇
- 2001年《梧桐雨》
- 2004年《偶然》
- 2009年《愛在日月潭》
- 2010年《夏家三千金》（三立都會台播出時劇名《把愛搶回來》）
- 2013年《真愛惹麻煩》
- 2014年《親愛的陌生人》
- 2016年 中央電視台黃金檔《幸福在一起》

### 網路劇
- 2017年 優酷 《我的狐仙老婆》（劇本指導）

### 單元劇
- 1998年 華視《軌跡》
- 1999年 華視《出走》
- 1999年 公視《畢業典禮》

### 其他電視作品
《五十之男》、《放手》、《觀世音傳奇之白衣觀音》、《情深到來生》、《一代金主》……

## 小說出版
《偶然》、《美麗俏佳人》、《叢林靈魂》、《親親朋友蜜蜜戀人》、《沈睡的愛情》、《我們曾是激情的名字》、《織巢鳥的愛情紀事》等……

### 散文小說
《完美情人》、《不是理由的理由》

## 詩刊
- 1986年4月創立 握星詩刊

## 獎項紀錄
- 以《出走》榮獲金鐘獎 最佳單元劇
- 以《出走》入圍第三十四屆金鐘獎 最佳編劇獎
- 榮獲 華視 八十七年度 最佳編劇獎
- 以《軌跡》榮獲中華編劇學會 魁星獎。
- 以《夏家三千金》榮獲 安徽衛視 開播以來最高收視率。
- 以三立華劇1989一念間創下近三年來最高收視率。

## 外部連結
- 葉鳳英的Facebook專頁